# Nam Tề Cao Đế
Nam Tề Cao Đế (chữ Hán: 南齊高帝; 427–482), tên húy là Tiêu Đạo Thành (giản thể: 萧道成; phồn thể: 蕭道成; bính âm: Xiāo Dàochéng), tên tự Thiệu Bá (紹伯), tiểu húy Đấu Tương (鬥將), là hoàng đế sáng lập nên triều đại Nam Tề thời Nam-Bắc triều trong lịch sử Trung Quốc. Ông từng là tướng nhà Lưu Tống trong thời gian trị vì của hai vị hoàng đế Minh Đế và Hậu Phế Đế. Đến năm 477, do lo sợ sẽ bị Hậu Phế Đế sát hại, ông ám sát Hậu Phế Đế và đoạt lấy quyền lực, đến năm 479 thì đoạt ngôi nhà Lưu Tống.

## Bối cảnh
Tiêu Đạo Thành sinh năm 427. Gia tộc của ông tuyên bố họ là hậu duệ của thừa tướng Tiêu Hà của triều Hán, và nếu đó là sự thật, Tiêu Đạo Thành là hậu duệ đời thứ 24 của Tiêu Hà. Dưới thời hai triều Tấn và Lưu Tống, các tổ tiên của Tiêu Đạo Thành là các quan cấp thấp. Cha ông là Tiêu Thừa Chi (蕭承之) - tướng phục vụ Lưu Tống Văn Đế, và vì có đóng góp trong các chiến dịch chống lại triều Bắc Ngụy kình địch nên Tiêu Thừa Chi được phong làm "Tấn Hưng huyện ngũ đẳng nam" (晉興縣五等男), tức nam tước. Bản thân Tiêu Đạo Thành vào năm 12 tuổi đã học tập điển tịch tại học đường do Văn Đế thành lập và kinh học gia Lôi Thứ Tông (雷次宗) đứng đầu song đến năm 15 tuổi ông đã phục vụ trong quân binh. Ông tiếp tục là một quan quân dưới thời trị vì của Văn Đế và Hiếu Vũ Đế (con trai của Văn Đế).

## Dưới thời Minh Đế
Con trai của Hiếu Vũ Đế là Tiền Phế Đế bị ám sát vào năm 465, sau đó đã diễn ra cuộc chiến tranh giành quyền kế vị giữa Lưu Tống Minh Đế (em trai của Hiếu Vũ Đế) và Lưu Tử Huân (con trai của Hiếu Vũ Đế). Khi đó, Tiêu Đạo Thành đang là tướng quân và ông trung thành với Minh Đế. Tiêu Đạo Thành tham gia vào chiến dịch chống lại đội quân của Tầm Dương vương Lưu Tử Phòng (劉子房, em trai của Lưu Tử Huân)-thái thú quận Hội Kê (會稽, nay gần tương ứng với Thiệu Hưng, Chiết Giang), và sau đó ông đã đánh bại đội quân do Tiết An Đô (薛安都)-thứ sử Từ Châu (徐州, nay là bắc bộ Giang Tô và bắc bộ An Huy) cử tiến về phía nam. Vì những đóng góp này, Minh Đế đã ban tước hầu cho Tiêu Đạo Thành và phong cho ông làm quyền thứ sử của Nam Từ Châu (南徐州, nay là phía tây trung bộ Giang Tô). Sau đó, Tiêu Đạo Thành trở thành thứ sử của Nam Duyện Châu (南兗州, nay là phía đông trung bộ Giang Tô), trấn thủ trọng thành Hoài Âm (淮陰, nay thuộc Hoài An, Giang Tô). Theo sử sách thì trong thời gian trấn thủ, ông bắt đầu tuyển mộ một nhóm gồm những thuộc hạ có tài.
Trong thời gian Minh Đế trị vì, có các tin đồn về việc Tiêu Đạo Thành có các nét bất thường trên khuôn mặt và chúng là điềm báo về việc ông sẽ trở thành hoàng đế. Minh Đế đã ra tay sát hại hầu hết các anh em và một số đại thần cấp cao vì lo sợ họ sẽ không còn trung thành với Thái tử Lưu Dục sau khi ông ta qua đời. Đến năm 471, Minh Đế trở nên nghi ngờ Tiêu Đạo Thành, đặc biệt là vì có những tin đồn về việc Tiêu Đạo Thành đã bí mật liên lạc với Bắc Ngụy. Minh Đế đã cử tướng Ngô Hỉ (吳喜), một bằng hữu của Tiêu Đạo Thành, mang một bình rượu đã được niêm phong đến Hoài Âm để đưa cho ông. Tiêu Đạo Thành trở nên lo sợ vì nghĩ rằng trong rượu có độc và đã chuẩn bị chạy trốn sang Bắc Ngụy. Tuy nhiên, Ngô Hỉ đã bí mật nói với Tiêu rằng rượu không có độc và còn tự mình uống trước một ít, sau đó Tiêu Đạo Thành đã dám uống bình rượu này. Khi Ngô Hỉ trở về kinh thành Kiến Khang, ông ta đảm bảo với Minh Đế rằng Tiêu Đạo Thành là người trung thành, song đến khi Minh Đế biết việc Ngô đã bí mật thông tin cho Tiêu, Minh Đế đã buộc Ngô Hỉ phải tự sát, song đã không có bất kỳ hành động nào nhằm chống lại Tiêu. Ngay sau đó, Minh Đế triệu hồi Tiêu Đạo Thành về Kiến Khang. Những người theo Tiêu Đạo Thành phần lớn nghi ngờ rằng Minh Đế sẽ sát hại ông và đề xuất ông chống lại, song ông tin rằng Minh Đế sẽ không làm như vậy nên vẫn về Kiến Khang, tại đây ông trở thành một tướng chỉ huy các cận binh của Thái tử Lưu Dục. (Trong bí mật, ông đã kể với những người theo mình rằng ông tin Lưu Tống sẽ không còn tồn tại lâu hơn nữa, và rằng ông cần sự giúp đỡ của họ để có cơ hội.) Khi Minh Đế lâm bệnh nặng năm 472, theo khuyến nghị của vị quan cấp cao Trữ Uyên (褚淵), và Viên Xán (袁粲) (hai người được Minh Đế giao phó giúp sức cho Thái tử), cũng là một bạn bè của Tiêu, Tiêu đã trở thành một tướng chỉ huy binh lính trấn thủ kinh thành. Minh Đế qua đời ngay sau đó, và Thái tử Dục lên ngôi kế vị, tức Hậu Phế Đế.

## Dưới thời Hậu Phế Đế
Năm 474, hoàng thúc của Hậu Phế Đế là Quế Dương vương Lưu Hưu Phạm (劉休範)-thứ sử Giang Châu (江州, nay là Giang Tây và Phúc Kiến), tức giận vì mình không được làm nhiếp chính nên đã tiến hành nổi loạn và tiến quân nhanh chóng về Kiến Khang. Tiêu Đạo Thành đề xuất chiến lược mà theo đó thì triều đình sẽ không cử quân ra ngoài đánh Lưu Hưu Phạm mà sẽ trấn giữ các thành đồn xung quanh Kiến Khang và không tích cực giao chiến với Lưu Hưu Phạm, đưa Hưu Phạm vào thế bế tắc và khiến ông ta cạn kiệt nguồn lương thảo. Do không có sự phản đối đáng kể, kế hoạch của Tiêu đã được thông qua.
Quân của Lưu Hưu Phạm sau đó tiến đến và tấn công trực diện vào vị trí trấn thủ của Tiêu. Với sự chấp thuận của Tiêu, các thuộc hạ Hoàng Hồi (黃回) và Trương Kính Nhi (張敬兒) đã giả vờ đầu hàng Lưu Hưu Phạm, và sau đó còn thông tin cho Lưu Hưu Phạm là Tiêu cũng có ý muốn được đầu hàng. Hoàng và Trương sau đó đã ám sát Lưu Hưu Phạm. Tuy nhiên, hai người đã buộc phải bỏ lại thủ cấp của Lưu Hưu Phạm do lo sợ sẽ bị các cận vệ của ông ta phát hiện, vì thế tin tức ban đầu chưa được mọi người biết đến, và quân của Lưu Hưu Phạm vẫn tăng cường bao vây các vị trí trấn thủ khác nhau. Tiêu Đạo Thành chỉ có thể giữ được vị trí trấn thủ của mình, trong khi đó thì tướng Đinh Văn Hào (丁文豪) của Lưu Hưu Phạm đã có thể đánh bại và giết chết Lưu Miễn (劉勔) và Vương Đạo Long (王道隆) rồi bao vây hoàng cung. Tuy nhiên, ngay sau đó, tin tức về cái chết của Lưu Hưu Phạm dần dần bị lộ ra, và quân của Đinh đã tự sụp đổ.
Sau khi cuộc nổi loạn của Lưu Hưu Phạm thất bại, Tiêu Đạo Thành được thăng chức và ông cùng với Viên Xán, Trữ Uyên và một họ hàng xa của Hậu Phế Đế là Lưu Bỉnh (劉秉), được gọi là "tứ quý" (四貴) phụ trách việc ra các quyết định. Năm 476, anh họ của Hậu Phế Đế là Lưu Cảnh Tố (劉景素)-thứ sử Nam Từ Châu nhận được thông tin sai rằng Kiến Khang đã rơi vào tình trạng hỗn loạn, vì thế đã tiến hành nổi loạn. Tiêu Đạo Thành đã phối hợp tiến hành chiến dịch chống lại Lưu Cảnh Tố (mặc dù không trực tiếp chỉ huy), cuối cùng Lưu Cảnh Tố đã bị đánh bại và bị giết chết.
Năm 477, Hậu Phế Đế nay đã 14 tuổi và ngày càng trở nên bốc đồng và hung bạo. Hậu Phế Đế thường cùng với các cận binh đi ra ngoài hoàng cung và giết chết bất kỳ người hay động vật nào mà họ gặp phải. Vào một ngày đặc biệt, Hậu Phế Đế đã tấn công đại bản doanh của Tiêu Đạo Thành và trông thấy Tiêu đang ngủ lõa thể. Hậu Phế Đế thích thú với cái bụng lớn của Tiêu, và đã đánh thức Tiêu dậy, ngắm một mục tiêu trên bụng của Tiêu và chuẩn bị sẵn sàng dùng mũi tên để bắn. Tiêu Đạo Thành đã cầu xin tha mạng, và một hầu cận của Hậu Phế Đế là Vương Thiên Ân (王天恩) đã chỉ ra rằng nếu giết chết Tiêu Đạo Thành bằng một mũi tên, nhà vua  sẽ mất một mục tiêu tuyệt vời là bụng của Tiêu. Theo đề xuất của Vương, Hậu Phế Đế đã bắn Tiêu bằng một mũi tên đầu tròn làm bằng xương và hài lòng khi ông đã có thể bắn thành công vào mục tiêu là rốn của Tiêu. Sau sự việc này, Tiêu trở nên sợ hãi và đã ban đầu thảo luận với Viên và Trữ về khả năng phế truất Hậu Phế Đế, song không thể lôi kéo được họ tham gia vào kế hoạch của mình. Thay vào đó, ông lên kế hoạch một cách độc lập với một số cộng sự của mình, và ông cũng đạt được thỏa thuận với một số hầu cận của Hậu Phế Đế.
Vào đêm Thất Tịch năm 477, một hầu cận của Hậu Phế Đế là Dương Ngọc Phu (楊玉夫), là người trước đó bị Hậu Phế Đế đe dọa giết, đã cắt thủ cấp của Hậu Phế Đế khi vua  đang ngủ, và đưa thủ cấp đến cho Tiêu Đạo Thành thông qua thuộc cấp của ông là Vương Kính Tắc (王敬則). Ngay lập tức, Tiêu tiến vào hoàng cung với thủ cấp của hoàng đế, các cận binh hoàng cung quá khiếp sợ khi hay tin về cái chết của vua. Tiêu sau đó đã ban hành một chiếu chỉ có tên của Vương Thái hậu nhằm hợp pháp hóa vụ ám sát và giáng thụy hiệu của Hậu Phế Đế thành "Thương Ngô vương". Sau đó, Tiêu Đạo Thành lập người em trai Hậu Phế Đế là An Thành vương Lưu Chuẩn làm hoàng đế, tức là Lưu Tống Thuận Đế. Tiêu còn buộc Viên Xán và Lưu Bỉnh phải trao cho mình quyền lực gần như của một hoàng đế, và điều này đã dấy lên các lo ngại về việc ông sẽ đoạt ngôi.

## Dưới thời Thuận Đế
Hay tin về cái chết của Hậu Phế Đế, tướng Thẩm Du Chi (沈攸之) đã cáo buộc Tiêu Đạo Thành muốn cướp ngôi. Trong khi đó, Viên Xán và Lưu Bỉnh cũng tin rằng Tiêu Đạo Thành thật sự có ý định này và khi Tiêu đang chuẩn bị chiến dịch chống lại Thẩm, hai người này đã bí mật nổi dậy bên trong thành Kiến Khang để lật đổ Tiêu nhằm lấy lại quyền lực cho hoàng tộc. Tuy nhiên, Viên Xán lại cho rằng âm mưu sẽ không thể thành công nếu không có sự ủng hộ của Trữ Uyên nên cũng đã kể cho người này về âm mưu, tuy nhiên, do Trữ là bằng hữu của Tiêu nên đã nhanh chóng báo tin cho Tiêu. Viên Xán không nhận thức được điều này vẫn tiếp tục chuẩn bị cho âm mưu cùng một số tướng. Tuy nhiên, Lưu Bỉnh đã trở nên hoang mang trong lúc chuẩn bị và đã chạy trốn đến vị trí trấn thủ của Viên là thành Thạch Đầu vài giờ trước thời điểm dự kiến khởi sự. Tiêu Đạo Thành đã bắt đầu tiến hành phản kích lại cuộc nổi loạn, bắt giữ và giết chết một số tướng lĩnh liên kết với Viên Xán và Lưu Bỉnh trước khi họ có thể hành động. Quân của Tiêu sau đó bao vây Thạch Đầu, giết chết Viên Xán và Lưu Bỉnh.
Trong khi đó, những thứ sử mà Thẩm Du Chi mời tham gia nổi loạn cùng ông ta đều từ chối hoặc chống lại. Tuy vậy, Thẩm Du Chi đã có sẵn một đội quân hùng mạnh, và các tướng lĩnh triều đình tỏ ra sợ hãi khi phải đối mặt với ông ta. Ban đầu, Thẩm Du Chi nhanh chóng tiến quân hướng về Kiến Khang, song khi qua Dĩnh Thành (郢城, nay thuộc Vũ Hán, Hồ Bắc), Thẩm Du Chi đã bị khích bác bởi những lời lăng mạ của Liễu Thế Long (柳世隆), một thuộc hạ của Vũ Lăng vương Lưu Tán (劉贊) nên đã dừng lại và bao vây Dĩnh Thành, song thành này được phòng thủ vững chắc.
Năm 478, quân của Thẩm Du Chi vẫn không thể chiếm được Dĩnh Thành, các binh sĩ của ông ta thì bắt đầu đào ngũ. Thẩm Du Chi còn làm trầm trọng thêm tình hình với việc áp đặt hình phạt nặng đối với các chỉ huy của những binh lính đào ngũ, khiến họ cũng quay sang đào ngũ. Một thuộc hạ của Thẩm Du Chi là Lưu Nhương Binh (劉攘兵) sau đó đã đầu hàng Lưu Thế Long, khiến cho quân của Thẩm sụp đổ. Thẩm đã cố gắng rút về Giang Lăng (trị sở của Kinh Châu). Tuy nhiên, Trương Kính Nhi đã chuẩn bị sẵn để tấn công Thẩm từ phía sau, Trương chiếm Giang Lăng và giết chết Thẩm Nguyên Diễm (沈元琰), là người Thẩm Du Chi để lại trấn giữ Giăng Lăng. Đội quân còn lại của Thẩm Du Chi thấy Giang Lăng thất thủ thì đã sụp đổ hoàn toàn, và Thẩm Du Chi ban đầu đã cố gắng chạy trốn song đã tự sát khi biết tất cả mọi ngả đều đã bị chặn.
Tiêu Đạo Thành không còn đối thủ, đặc biệt là sau khi giết chết Hoàng Hồi. Ông bắt đầu đưa các con trai của mình vào các chức vụ quan trọng. Tiêu Đạo Thành cũng trọng dụng một viên quan có xuất thân quý tộc là Vương Kiệm (王儉), và với thỏa thuận ngầm cùng Trữ Uyên, Tiêu Đạo Thành tiến gần hơn đến ngai vàng, bao gồm cả việc lặng lẽ ám sát các em trai Thuận Đế. Năm 479, chỉ trong hai tháng, ông đã buộc Thuận Đế phong cho mình làm Tề công, và sau đó là Tề vương, ban cho ông cửu tích. Đến mùa hè năm 479, Tiêu Đạo Thành buộc Thuận Đế phải nhường ngôi cho mình, chấm dứt triều Lưu Tống và mở ra triều Nam Tề.

## Trị vì
Sau khi lên ngôi, Cao Đế đã bắt đầu cố gắng chống lại việc phung phí và xa hoa. Bản thân ông khá thanh đạm, mặc dù không rõ về tác động thực tế của các chiếu chỉ ông đã ban ra đối với các quan lại và quý tộc.
Cũng trong năm 479, khi có ai đó cưỡi một con ngựa gần phủ của Thuận Đế (nay là Nhữ Âm vương), các lính canh mà Cao Đế cử đến để giám thị cựu hoàng đế đã hoảng sợ và cho rằng một người nào đó đang định tiến hành nổi loạn, và họ đã sát hại cựu hoàng đế. Cao Đế không những không trách phạt mà còn thưởng công cho các binh lính này rồi sau đó cho thảm sát hoàng tộc Lưu Tống. Cuối năm đó, Cao Đế lập con trai Tiêu Trách, cũng là một tướng có tài, làm thái tử, và phong vương cho các con trai khác cùng đích tôn.
Trong khi đó, Cao Đế nhận được tấu trình rằng Bắc Ngụy tiến hành tấn công và tuyên bố phục Lưu Tống cho Đan Dương vương Lưu Sưởng (劉昶), một người con trai của Lưu Tống Văn Đế đã chạy đến Bắc Ngụy vào năm 465 vì lo sợ rằng Tiền Phế Đế sẽ sát hại mình. Cao Đế đã chuẩn bị phòng thủ vùng biên giới phía bắc, và Bắc Ngụy đã phát động chiến dịch vào mùa đông năm 479. Tuy nhiên, sau đó quân Bắc Ngụy đã thất bại trong việc bao vây Thọ Dương. Sau đó, Cao Đế nhận thấy Kiến Khang có khả năng phòng thủ tương đối kém (trong suốt thời Đông Tấn và Lưu Tống, chưa từng có một bức tường nào được xây quanh Kiến Khang), ông bắt đầu kế hoạch xây dựng một tuyến tường bao quanh kinh thành. Quân Bắc Ngụy và Nam Tề sau đó vẫn tiếp tục các trận chiến nhỏ ở biên giới cho đến mùa xuân năm 481, song giữa hai bên không xảy ra các chiến dịch lớn nữa.
Mùa xuân năm 482, Cao Đế qua đời. Thái tử Trách lên kế vị, tức là Tề Vũ Đế.

## Hậu phi
- Lưu Trí Dung (劉智容), truy tôn là Chiêu Hoàng hậu, sinh Vũ Đế và Tiêu Nghi
- La thái phi, sinh Tiêu Diệp
- Nhậm thái phi, sinh Tiêu Cảo
- Hà thái phi, sinh Tiêu Giám và Tiêu Khanh
- Tạ quý tần, sinh Tiêu Ánh và Tiêu Hoảng
- Lục tu nghi, sinh Tiêu Thương và Tiêu Cầu
- Khu quý nhân, sinh Tiêu Quân
- Trương thục nghi, sinh Tiêu Phong và Tiêu Huyễn
- Lý mĩ nhân, sinh Tiêu Nhuệ

## Con cái
Con trai
- Tiêu Trách (蕭賾, 440-493), phong Thái tử năm 479, sau trở thành Nam Tề Vũ Đế
- Tiêu Nghi (蕭嶷, 444-492), phong Dự Chương Văn Hiến vương năm 479
- Tiêu Ánh (蕭映, 459-490), phong Lâm Xuyên Hiến vương năm 479
- Tiêu Hoảng (蕭晃, 459-490), phong Trường Sa Uy vương năm 479
- Tiêu Diệp[2] (蕭曄, 467-494), phong Vũ Lăng Chiêu vương năm 479
- Tiêu Cảo (蕭暠, 468-491), phong An Thành Cung vương năm 479
- Tiêu Thương (蕭鏘, 469-494), phong Bà Dương vương năm 479, bị Tiêu Loan sát hại
- Tiêu Thước (蕭鑠, 470-494), phong Quế Dương vương năm 479, bị Tiêu Loan sát hại
- Con thứ 9 chưa đặt tên, mất sớm
- Tiêu Giám (蕭鑑, 471-491), phong Quảng Hưng vương năm 479, phong Thủy Hưng Giản vương năm 491
- Tiêu Quân (蕭鈞, 473-494), phong Hành Dương vương năm 479, bị Tiêu Loan sát hại
- Tiêu Phong (蕭鋒, 475-494), phong Giang Hạ vương năm 481, bị Tiêu Loan giết hại
- Con thứ 13 chưa đặt tên, mất sớm
- Con thứ 14 chưa đặt tên, mất sớm
- Tiêu Nhuệ (蕭銳, 476-494), phong Nam Bình vương năm 483, bị Tiêu Loan sát hại
- Tiêu Khanh (蕭鏗, 477-494), phong Nghi Đô vương năm 483, bị Tiêu Loan sát hại
- Con thứ 17 chưa đặt tên, mất sớm
- Tiêu Cầu (蕭銶, 478-494), phong Tấn Hi vương năm 486, bị Tiêu Loan sát hại
- Tiêu Huyễn (蕭鉉, 480-498), phong Hà Đông vương năm 486, bị Tiêu Loan sát hại

Con gái
- Nghĩa Hưng Hiến công chúa, lấy Thẩm Văn Hòa (沈文和)
- Hoàng Nam Trưởng công chúa, lấy Vương Giản (王暕)
- Ngô quận Tuyên công chúa, lấy Vương Bân (王彬)